# Telemark-Weltmeisterschaft 2013
Die Telemark-Weltmeisterschaft 2013 (offiziell FIS Telemark WSC 2013) fand vom 11. bis 17. März 2013 in Espot, Spanien statt. Es wurden Wettbewerbe in den traditionellen Disziplinen Classic und Sprint Classic ausgetragen. Der Riesenslalom war nicht mehr im Programm, dafür wurde erstmals der Parallelsprint ausgetragen. Mit dem Team Parallelsprint war auch erstmals ein Mannschaftswettkampf im Kalender.

## Teilnehmer
| Europa (11 Länder)                                                      | Europa (11 Länder)                                                   |
| ----------------------------------------------------------------------- | -------------------------------------------------------------------- |
| - Dänemark - Deutschland - Frankreich - Finnland - Norwegen - Slowenien | - Schweden - Schweiz - Spanien - Tschechien - Vereinigtes Königreich |
| Amerika (2 Länder)                                                      |                                                                      |
| - Kanada                                                                | - Vereinigte Staaten                                                 |
| Asien (1 Land)                                                          |                                                                      |
| - Japan                                                                 |                                                                      |

## Streckendaten
|                            | Classic           | Parallelsprint | Team Parallelsprint | Classic Sprint     |
| -------------------------- | ----------------- | -------------- | ------------------- | ------------------ |
| Datum                      | 12. März          | 15. März       | 16. März            | 17. März           |
| Startzeit 1. Lauf (Frauen) | 10:45 Uhr         | 10:00 Uhr      | –                   | 9:30 Uhr           |
| Startzeit 2. Lauf (Frauen) | –                 | 11:45 Uhr      | –                   | –                  |
| Startzeit 1. Lauf (Männer) | 11:25 Uhr         | 10:00 Uhr      | –                   | 9:30 Uhr           |
| Startzeit 2. Lauf (Männer) | –                 | 11:45 Uhr      | –                   | –                  |
| Seehöhe Start              | 2250 m            | 2120 m         | 2120 m              | 2120 m             |
| Seehöhe Ziel               | 1940 m            | 1940 m         | 1940 m              | 1940 m             |
| Höhendifferenz             | 310 m             | 180 m          | 180 m               | 180 m              |
| Kurssetzer 1. Lauf         | Denis Gaçon (FRA) | Ty Upton (USA) | –                   | Ty Upton (USA)     |
| Kurssetzer 2. Lauf         | –                 | Ty Upton (USA) | –                   | Michel Bonny (SUI) |
| Tore 1. Lauf               | 39                | 14             | –                   | –                  |
| Tore 2. Lauf               | –                 | 14             | –                   | –                  |
| Wetter                     | sonnig            | bewölkt        | –                   | neblig             |
| Temperatur Start           | 1 °C              | −4 °C          | –                   | −2 °C              |
| Temperatur Ziel            | 2 °C              | −2 °C          | –                   | −1 °C              |

## Medaillenspiegel

### Nationen
| Platz | Land        | Gold | Silber | Bronze | Gesamt |
| ----- | ----------- | ---- | ------ | ------ | ------ |
| 1     | Schweiz     | 3    | 2      | 1      | 6      |
| 2     | Deutschland | 3    | -      | -      | 3      |
| 3     | Norwegen    | 1    | 3      | -      | 4      |
| 5     | Schweden    | -    | 1      | 6      | 7      |
| 6     | Frankreich  | -    | 1      | -      | 1      |

### Sportler
| Platz | Sportler(in)     | Land | Gold | Silber | Bronze | Gesamt |
| ----- | ---------------- | ---- | ---- | ------ | ------ | ------ |
| 1     | Tobias Müller    | GER  | 3    | -      | -      | 3      |
| 2     | Amélie Reymond   | SUI  | 2    | 1      | -      | 3      |
| 3     | Sigrid Rykhus    | NOR  | 1    | 2      | -      | 3      |
| 4     | Mattias Wagenius | SWE  | -    | 1      | 2      | 3      |
| 5     | Bastien Dayer    | SUI  | -    | 1      | 1      | 2      |
| 6     | Chris Lau        | FRA  | -    | 1      | -      | 1      |
| 7     | Lisa Englund     | SWE  | -    | -      | 3      | 3      |

## Frauen

### Classic
| Platz | Name                 | Zeit        |
| ----- | -------------------- | ----------- |
| 01    | Amélie Reymond       | 1:49,88 min |
| 02    | Sigrid Rykhus        | 1:53,62 min |
| 03    | Lisa Englund         | 1:58,93 min |
| 04    | Sandrine Meyer       | 2:01,36 min |
| 05    | Johanna Holzmann     | 2:03,95 min |
| 06    | Laura Grenier-Solige | 2:04,10 min |
| 07    | Mathilde Ilebrekke   | 2:07,11 min |
| 08    | Simone Oehrli        | 2:05,66 min |
| 09    | Madi McKinstry       | 2:11,81 min |
| 10    | Julie Duedahl        | 2:17,85 min |

### Parallelsprint
| Platz | Name                 |
| ----- | -------------------- |
| 01    | Amélie Reymond       |
| 02    | Sigrid Rykhus        |
| 03    | Lisa Englund         |
| 04    | Laura Grenier-Solige |
| 05    | Sandrine Meyer       |
| 05    | Mathilde Ilebrekke   |
| 05    | Johanna Holzmann     |
| 05    | Jasmin Taylor        |

### Sprint Classic
| Platz | Name                  | Zeit 1.     | Zeit 2.     | Gesamt      |
| ----- | --------------------- | ----------- | ----------- | ----------- |
| 01    | Sigrid Rykhus         | 1:10,46 min | 1:04,43 min | 2:14,89 min |
| 02    | Amélie Reymond        | 1:11,73 min | 1:03,50 min | 2:15,23 min |
| 03    | Lisa Englund          | 1:20,19 min | 1:08,45 min | 2:28,64 min |
| 04    | Sandrine Meyer        | 1:17,73 min | 1:11,70 min | 2:29,43 min |
| 05    | Mathilde Ilebrekke    | 1:19,73 min | 1:11,37 min | 2:31,10 min |
| 06    | Laura Grenier-Soliget | 1:21,61 min | 1:12,52 min | 2:34,13 min |
| 07    | Johanna Holzmann      | 1:26,11 min | 1:13,01 min | 2:39,12 min |
| 08    | Simone Oehrli         | 1:22,86 min | 1:17,99 min | 2:40,85 min |
| 09    | Madi McKinstry        | 1:25,67 min | 1:20,24 min | 2:45,91 min |
| 10    | Nina Steinhauer       | 1:28,40 min | 1:20,20 min | 2:48,60 min |

## Männer

### Classic
| Platz | Name                 | Zeit        |
| ----- | -------------------- | ----------- |
| 01    | Tobias Müller        | 1:42,80 min |
| 02    | Bastien Dayer        | 1:43,61 min |
| 03    | Mattias Wagenius     | 1:45,04 min |
| 04    | Jonas Schmid         | 1:45,21 min |
| 05    | Sven Lau             | 1:46,40 min |
| 06    | Philippe Lau         | 1:47,19 min |
| 07    | Thomas Sand Nordberg | 1:47,55 min |
| 08    | Clement Bergeretti   | 1:48,12 min |
| 09    | Nicolas Michel       | 1:48,50 min |
| 10    | Trym Loeken          | 1:49,28 min |

### Parallelsprint
| Platz | Name               |
| ----- | ------------------ |
| 01    | Tobias Müller      |
| 02    | Chris Lau          |
| 03    | Mattias Wagenius   |
| 04    | Saso Ales          |
| 05    | Clement Bergeretti |
| 05    | Antoine Bouvier    |
| 05    | Olle Collberg      |
| 05    | Jørgen Holst       |

### Sprint Classic
| Platz | Name                 | Zeit 1.     | Zeit 2.      | Gesamt      |
| ----- | -------------------- | ----------- | ------------ | ----------- |
| 01    | Tobias Müller        | 1:05,86 min | 59,22 s      | 2:05,08 min |
| 02    | Mattias Wagebius     | 1:06,22 min | 59,67 s      | 2:05,89 min |
| 03    | Bastien Dayer        | 1:06,48 min | 1:00,79 min  | 2:07,27 min |
| 04    | Jonas Schmid         | 1:05,63 min | 1:03,88 min  | 2:09,51 min |
| 05    | Phillipe Lau         | 1:09,20 min | 1:02,24 min  | 2:01,44 min |
| 06    | Chris Lau            | 1:09,10 min | 1:02,46 min  | 2:01,56 min |
| 07    | Clement Bergeretti   | 1:11,28 min | 1:00,30 min  | 2:11,58 min |
| 08    | Thomas Sand Nordberg | 1:11,38 min | 1:01,32 mins | 2:12,70 min |
| 09    | Sven Lau             | 1:09,28 min | 1:03,99 min  | 2:13,27 min |
| 10    | Nicolas Michel       | 1:10,24 min | 1:03,04 min  | 2:13,28 min |

## Team Parallelsprint
| Platz | Land                   |
| ----- | ---------------------- |
| 01    | Schweiz                |
| 02    | Norwegen               |
| 03    | Schweden               |
| 04    | Frankreich             |
| 05    | Deutschland            |
| 06    | Vereinigte Staaten     |
| 07    | Vereinigtes Königreich |
| 08    | Spanien                |